# Dendrochilum edentulum
Dendrochilum edentulum är en orkidéart som beskrevs av Carl Ludwig von Blume. Dendrochilum edentulum ingår i släktet Dendrochilum och familjen orkidéer.

## Underarter
Arten delas in i följande underarter:
- D. e. edentulum
- D. e. patentibracteatum